# ユダヤ人反ファシスト委員会
ユダヤ人反ファシスト委員会（ユダヤじんはんファシストいいんかい、ロシア語: Еврейский антифашистский комитет）は、第二次世界大戦中、ユダヤ人の協力を得るためにソ連が創設した国策組織。略称はЕАК。第一次中東戦争時には、イスラエルを支援したが、ソ連の中東政策の転換後に解散された。

## 概説
ЕАКは、1941年8月24日のモスクワでの集会で初めて存在が知られた（集会はラジオで放送された）。1942年春までにЕАКは非常に影響力のある組織に発展した。ЕАКは、責任書記S・エプシュテイン（1945年に死去。後任はI.フェフェル）、副責任書記グリゴリー・ヘイフェツ、幹部会議員 I・ユゼフォヴィッチ、ソロモン・ミホエルス等から構成された。ЕАКの構成員全員は、同時に内務人民委員部（NKVD）のエージェントでもあり、ソ連の国策に忠実に従った。
ЕАКは、イスラエル建国を巡る問題についてソ連指導部に情報を提供した。この情報に基づき、第一次中東戦争において、ソ連は、チェコスロバキアを経由してイスラエルに武器を供給した。しかしながらイスラエル独立後、ソ連の思惑は完全に外れ、1949年1月25日の選挙の結、親米政権がイスラエルに誕生した。この結果、ЕАКの指導者は弾圧され、ЕАК自体は解散された。また、この余波は、国家の最高指導者にも及び、ヴャチェスラフ・モロトフ、ニコライ・ブルガーニン、アナスタス・ミコヤンが解任された。